# Exechia pseudocincta
Exechia pseudocincta är en tvåvingeart som beskrevs av Gabriel Strobl 1910. Exechia pseudocincta ingår i släktet Exechia och familjen svampmyggor. Arten är reproducerande i Sverige. Inga underarter finns listade i Catalogue of Life.